# Electrorretinografía

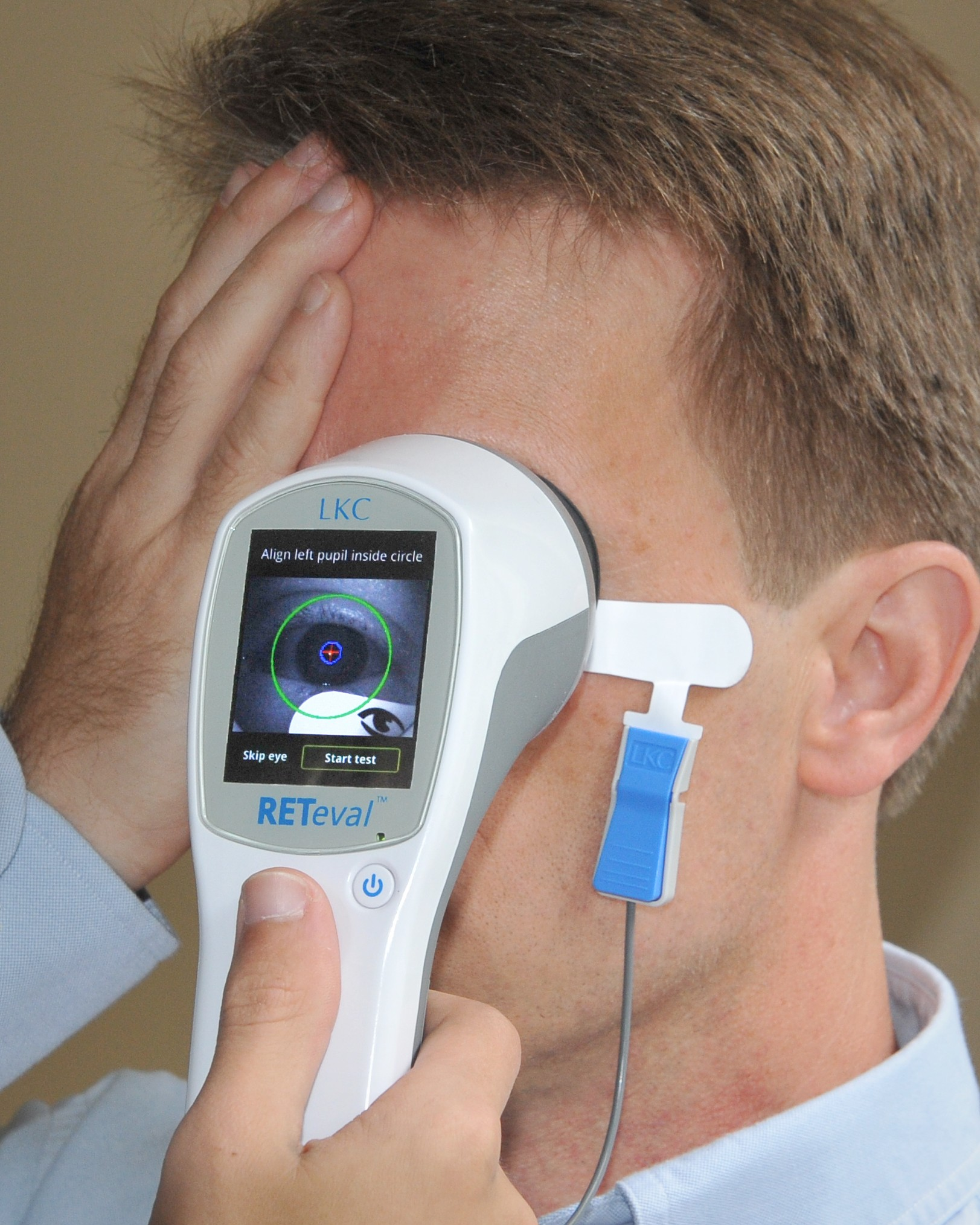

La electrorretinografía se utiliza para medir la respuesta eléctrica de células en la retina, incluyendo los fotorreceptores (conos y bastones). Los electrodos se colocan sobre la córnea y la piel cercana al ojo. Durante una grabación, el paciente mira un estímulo estándar y la señal resultante se interpreta en términos de su amplitud de voltaje su duración. Los estímulos incluyen destellos (flash ERG) y modelos de rejillas (pattern ERG). Se aplica principalmente en oftalmología, donde el electrorretinograma (ERG) se utiliza para el diagnóstico de varias enfermedades de la retina:
- Retinosquisis congénita y degeneraciones hereditarias relacionadas
- Amaurosis congénita de Leber
- Arteriosclerosis
- Arteritis de células gigantes
- Coroideremia
- Mucopolisacaridosis
- Desprendimiento de retina
- Intoxicación con hierro
- Anemia
- Atrofia de la retina y coroides
- Síndrome de Goldman-Favre
- Ceguera nocturna congénita - una onda a normal indica fotorreceptores normales; la ausencia de onda b indica anormalidades en la región de la neurona bipolar.
- Acromatopsia
- Retinosis pigmentaria y patologías asociadas como el Síndrome de Usher.
- Síndrome de Ujier

La técnica de EGR multifocal se utiliza para registrar respuestas separadas a diferentes posiciones de la retina.
Los electroretinogramas puede dividirse en tres componentes: una onda a inicial, causada por corrientes iónicas extracelulares generados por fotorreceptores durante la fototransducción; una onda b que corresponde a la actividad de una célula bipolar, una última onda c, que se genera por el epitelio pigmentario retinal y células Müller. Según del tipo de ERG que se utilice, la onda c puede ser positiva, negativa o nula.